# Antoni Gómez i Giménez
Antoni Gómez i Giménez (Sagunt, 1960) és un escriptor i periodista valencià. Llicenciat en Ciències de la Informació per la Universitat Autònoma de Barcelona i màster en Polítiques de Benestar Social per la Universitat de València.
La seua trajectòria literària ha estat arrelada a Sagunt com a director, des de l'any 1994, de la revista de creació literària Abalorio, Premi de la Crítica dels Escriptors Valencians a la Difusió Cultural del 2002. Entre els monogràfics que va coordinar, cal destacar els dedicats a César Simón (1996), Ausiàs March (1997), Jaume Bru i Vidal (1999), i Francisco Salinas Torres (2005). Ha conreat la poesia, la narrativa i la crítica literària en el suplement cultural Posdata del periòdic Levante i la revista Caràcters, publicada per la Universitat de València.
Com a periodista, ha treballat en diversos mitjans d'informació valencians, com el periòdic Levante-EMV de València i els informatius de RTVV, entre d'altres. També va ser el director tècnic de la monografia Fuster entre Nosaltres, Premi de la Crítica dels Escriptors Valencians del 1994. Col·labora habitualment en les pàgines d'opinió del periòdic Levante-EMV. És membre de l'Associació d'Escriptors en Llengua Catalana.

## Obra

### Poesia
- 1992 Laura[6] (Edicions Tres i Quatre)
- 1994 La rebel·lió de l'heroi[7] (Fundació Bancaixa Sagunt)
- 1996 Sarajevo (Columna Edicions)
- 2000 Èpica per a infants[8] (Edicions Tres i Quatre)
- 2002 El cant de l'heretge[9] (Brosquil)
- 2017 Elegia del pelegrí (Tria personal)[10] (Onada Edicions)
- 2021 Xaman[11] (Onada Edicions)

### Antologies
- 2000 Elogi de la constancia. Divuit anys de poesia a Sagunt 1982-2000[12] (Fundació Bancaixa Sagunt). A cura d’Antoni Gómez i Rafael Català i Moros
- 2017 Entre la pedra i el ferro. Poetes pel patrimoni de Sagunt[13] (Onada Edicions). A cura d’Antoni Gómez i Vicent Penya i Calatayud.

### Biografies
- 2003 Santiago Bru i Vidal: converses amb un intel·lectual dels anys cinquanta[14] (Tàndem)
- 2005 Testimonis que han fet un país[15] (Uned-Alzira)
- 2023 El foc i la cendra. Dones creadores i tràgiques[16][17] (Onada Edicions)

### Narrativa
- 2002 Què fas Calitolato? (conte infantil)[18] (Brosquil)
- 2009 El camí de les merles[19] (Perifèric Edicions)
- 2015 Maleïts entrepans[20] (Onada Edicions)

### Crítica literària
- 2011 Eros és l'escriptura. La literatura com a estimulant vital[21] (Editorial Afers)

### Articles periodístics
- 2020 La vida precària. Cròniques d'un temps d'incertesa[22] (Lletra Impresa Edicions i Institució Alfons el Magnànim)

## Premis
- 1991 Senyoriu d'Ausiàs March per Laura[23]
- 1996 Marià Manent per Sarajevo[24]
- 1998 Ciutat d'Elx per Èpica per a infants[24]
- 2020 Josep Maria Ribelles Vila de Puçol per Xaman[23]